# Elliott, Illinois
Elliott là một làng thuộc quận Ford, tiểu bang Illinois, Hoa Kỳ. Năm 2010, dân số của làng này là 295 người.

## Dân số
Dân số qua các năm:
- Năm 2000: 341 người.
- Năm 2010: 295 người.